# Anacamptis palustris
Az Anacamptis palustris az egyszikűek (Liliopsida) osztályának spárgavirágúak (Asparagales) rendjébe, ezen belül a kosborfélék (Orchidaceae) családjába tartozó faj.

## Rendszertani besorolása
Ezt a növényfajt, korábban a mocsári kosbor (Anacamptis laxiflora) alfajának vélték; de manapság elnyerte az önálló faji státuszát.

## Előfordulása
Az Anacamptis palustris előfordulási területe a következő országokban és térségekben van: Afganisztán, Albánia, Algéria, Ausztria, a Baleár-szigetek, Fehéroroszország, Belgium, Bulgária, az európai Oroszország középső része, Ciprus, az Égei-tenger keleti szigetei, Franciaország, Németország, Görögország, Magyarország, Irán, Irak, Olaszország, Kazahsztán, Krím, Marokkó, Észak-Kaukázus, Lengyelország, Románia, Szaúd-Arábia, az európai Oroszország déli része, Spanyolország, Svédország, Svájc, Tádzsikisztán, Transzkaukázus, Tunézia, Törökország, Türkmenisztán, Ukrajna, Üzbegisztán, valamint az egykori Jugoszlávia területei.

## Alfajai
- Anacamptis palustris subsp. elegans (Heuff.) R.M.Bateman, Pridgeon & M.W.Chase
- Anacamptis palustris subsp. palustris (Jacq.) R.M.Bateman, Pridgeon & M.W.Chase
- Anacamptis palustris subsp. robusta (T.Stephenson) R.M.Bateman, Pridgeon & M.W.Chase

## Képek

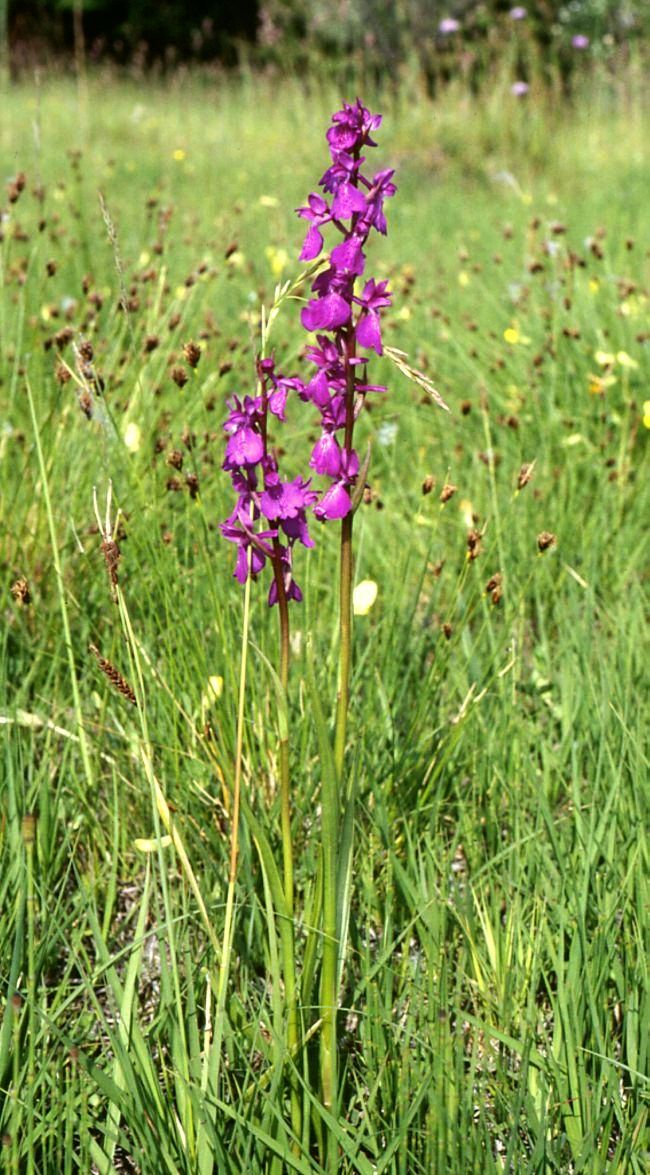
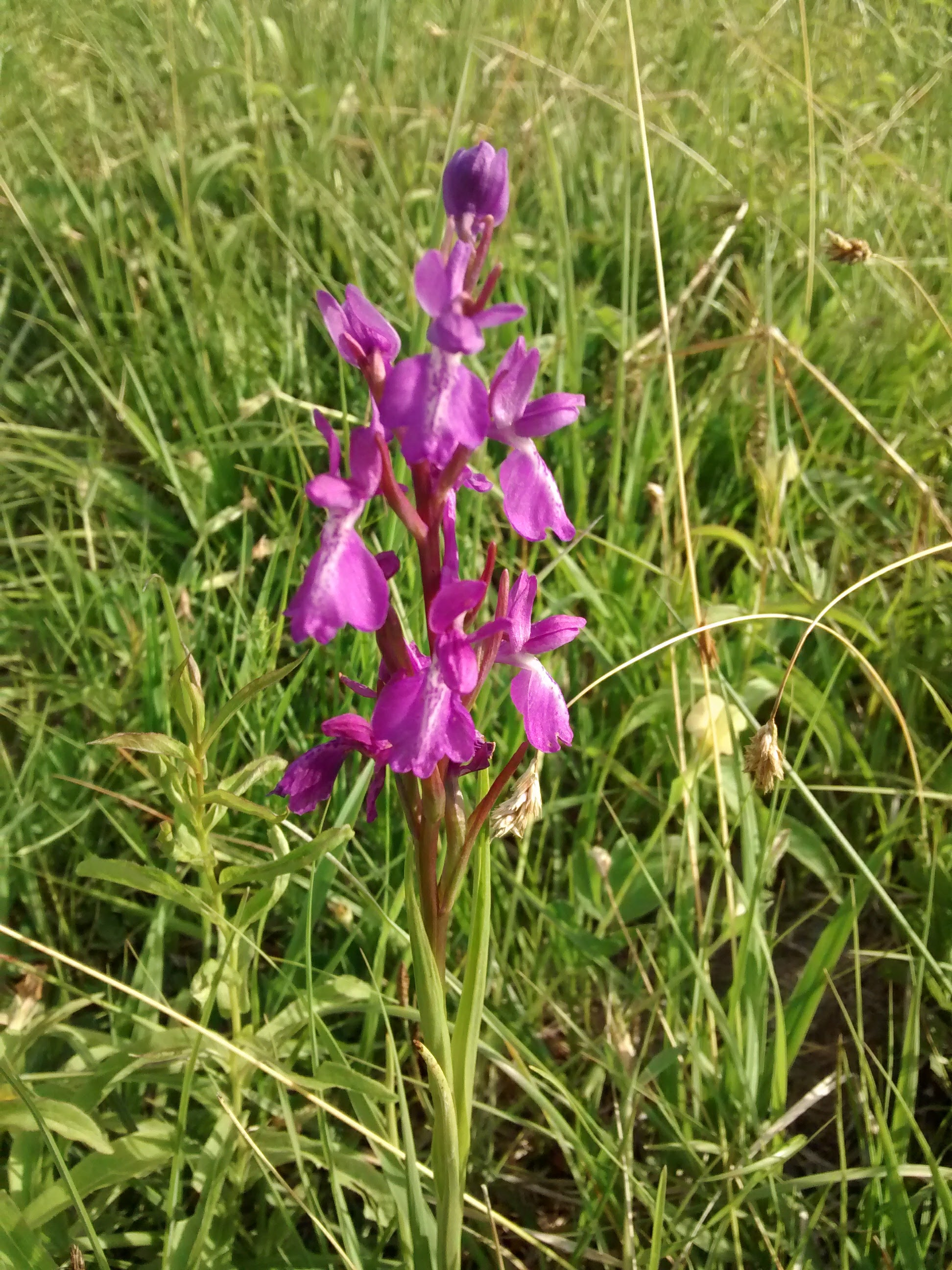
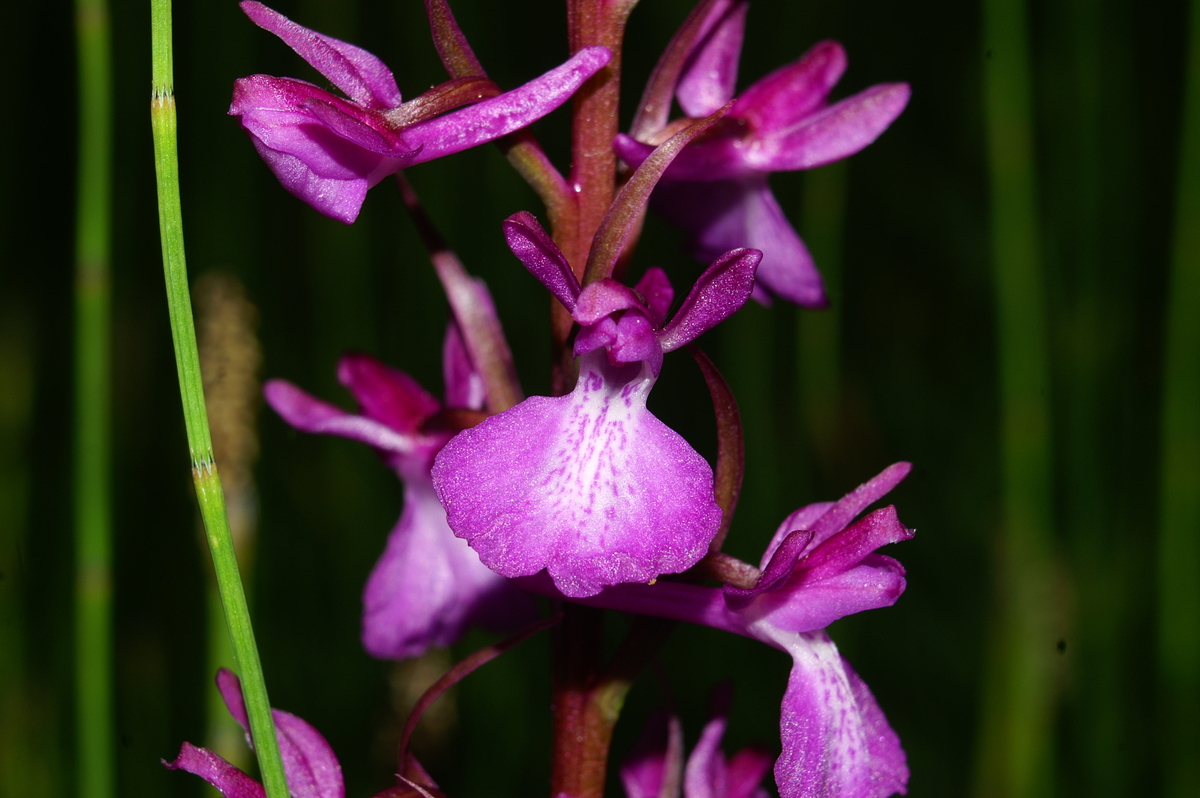
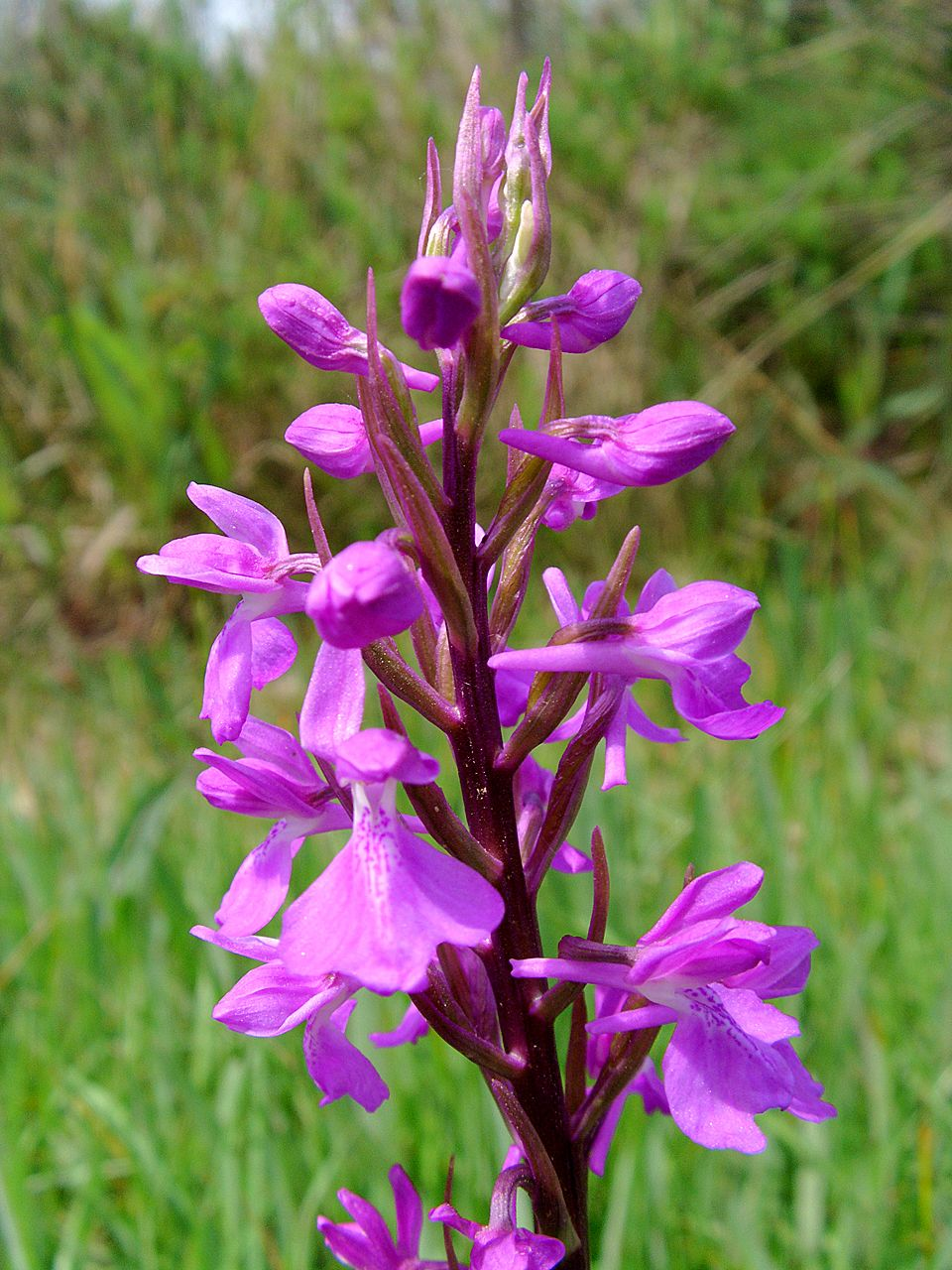
Anacamptis palustris subsp. robusta
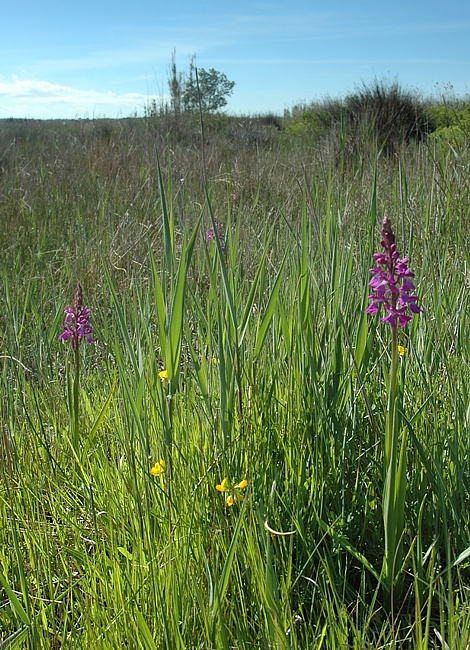